# يغموش لامع
يغموش لامع (الاسم العلمي:Amblyomma nitidum) هو نوع من الحيوانات يتبع جنس اليغموش من فصيلة اللبوديات الصلبة.